# 應廷吉
應廷吉（？—1645年），本名應明經，又名應聚奎、應喜臣，字棐臣，浙江寧波府慈谿縣籍鄞縣人，明朝、南明政治人物。

## 生平
應廷吉是萬曆四十三年（1615年）浙江鄉試舉人，崇禎元年（1628年）成進士，授碭山縣知縣，後曾任監察御史，巡按福建。
甲申變作，史可法在揚州督師，推薦應廷吉轉任淮安府推官，與黃日芳、陸遜之、劉湘客、張鑻、紀允明等在其幕下。不久，他主持禮賢館事務。應廷吉精通天文，懂得勾股定理，史可法和其他官員商議屯田措施，打算讓陸遜之駐守開封、歸德；他駐守邳州、宿州。他說：「國家本來有屯駐軍隊，世代受業為家產，何來閒置田地駐扎？而且田地收獲都給予官軍，朝廷賦稅又將從何而來？聽說諸生有人願意上繳一百頭牛、五百石麥博取縣令官職，這就是當面欺詐！」
之後黃河戒嚴，史可法命秦士奇沿河堆土墩放砲架，應廷吉說：「這樣沒有用的，黃河沙土虛浮，水來就氾濫，何來安置砲架！」獲得糾正。同年冬天，紫微垣星星黯淡，史可法夜在晚上找來他說：「垣星失去光芒怎辦？」他回答：「只有上相星明亮。」可法悲傷地說：「輔弼星都黯淡，上相星可以獨自生存嗎？」不久左良玉帶兵東下，弘光帝傳召史可法，於是將軍事交付給他。過了三天，應廷吉監督參將劉恒祚、遊擊孫桓、都司錢鼎新、于光前往泗州，經過淮安。盱眙淪陷，史可法回到揚州，立刻命他在浦口督餉，又令他率軍回歸揚州，守住南門；同時令他監督遊擊韓飛轉移州的兵器、糧餉幾十萬。當晚應廷吉由城上緣索離去，第二天，揚州失陷，因此幸免於難。清軍破南京後去世。

## 引用
1. 1 2  錢海岳《南明史·卷三十四·列傳第十》：應廷吉，本名明經，字棐臣，鄞縣人。天啟七年舉於鄉。授碭山知縣。史可法督師揚州，薦遷淮安推官，與黃日芳、陸遜之、劉湘客、張鑻、紀允明等並事幕府。尋主禮賢館事。廷吉精天文，用勾股三式之學。可法議修屯政，欲遣遜之屯開、歸。廷吉屯邳、宿。廷吉曰：「國家故有屯軍，世受業為恆產矣，安所得閒田而屯哉？且田之所獲，既入官軍，有司嘗賦又將何出？聞諸生有願輸牛百頭、麥五百石以博縣令者，此面欺也！」
2. ↑  光緒《鄞縣志·卷二十二·選舉表三》：（萬曆）四十三年乙卯（舉人）……應聚奎 補。後改名喜臣，慈谿籍……崇禎元年戊辰（進士）……應喜臣 補。有傳，改名廷吉
3. ↑  《重纂福建通志·卷九十六·職官》：巡按監察御史……應喜臣 慈谿人，崇禎戊辰進士
4. ↑  錢海岳《南明史·卷三十四·列傳第十》：及河防戒嚴，令秦士奇沿河築土墩駐礮。廷吉曰：「無益也。黃河沙岸虛浮，水至即氾，安架礮為！」議乃格。是冬，紫微垣諸星皆暗，可法夜召廷吉曰：「垣星失耀奈何？」曰：「上相獨明。」可法愴然曰：「輔弼皆暗，上相其獨生乎？」及左良玉兵東下，上召可法，遂以軍事付廷吉。越三日，督參將劉恒祚，遊擊孫桓，都司錢鼎新、于光赴泗州，過淮安。盱眙陷，可法還揚州，立召廷吉督餉浦口，已而又令率軍回揚，坐守南門。可法又令督遊擊韓飛移取泗甲仗、火器、糧餉幾十萬。是夜縋城出，明日城陷，得免於難。南京亡後卒。